# جورج لطفي الخوري
جورج لطفي الخوري (1939 - 9 أغسطس 2012) من مواليد دمشق سوريا، مدير التصوير والإضاءة الأشهر في تاريخ السينما والدراما السوريّة حتى لقب بشيخ الكار، وهو شقيق الممثلة السورية نادين الخوري.
ويعتبر الخوري من الفنانين السوريين القلائل الذين ارتقوا بالصورة السينمائية السورية نحو آفاق تشكيلية وجماليات لونية وضوئية بعيداً عن أسلوبية السينما التجارية العربية منها والمحلية حيث تمكن هذا الفنان من إبداع تكوينات بصرية عالية الشعرية في أفلام القطاع العام والخاص.
فكان بحق شيخ الكار كما يطلق عليه أصدقاؤه السينمائيين لما عرفوه منه عن كثب من جدية فائقة في رسم المشهد وتلوينه بالضوء وتخليصه من عناصره التزيينية نحو إشراقات جديدة في عالم الصورة السينمائية.
كما أقام الفنان الراحل خلال مسيرته الطويلة العديد من المعارض المختصة في مجال التصوير الضوئي وحصد العديد من الجوائز المحلية العربية والدولية التي جعلت من اسمه علامة فارقة في مجال اللوحة الضوئية بأبعاد تشكيلية بحتة

## دراسته
درس التصوير السينمائي على يد اختصاصيين يوغوسلاف بين أعوام 1960 - 1965 ثم سافر إلى كل من بلغاريا ويوغسلافيا لإجراء دورات اطلاعية، وعند عودته اختار المؤسسة العامة للسينما للعمل.
قام بتصوير فيلم سينمائي طويل من أول إنتاجاتها عام 1965 اسمه (سائق الشاحنة) من إخراج أستاذه بوشكو فوتشينتش، ومن هنا بدأت تتوارد إلى عدسته سلسلة من الأفلام الروائية الطويلة.

## أعماله السينمائية

### تصوير
من أهم الأعمال التي قام الفنان القدير جورج لطفي بتصويرها:
من إنتاج المؤسسة العامة للسينما
- فيلم (اللقاء) وهي عن ثلاثية رجال تحت الشمس إخراج مروان المؤذن عام 1970
- فيلم (اليازرلي) إخراج قيس الزبيدي عام 1974
- فيلم (السيد التقدمي) إخراج نبيل المالح عام 1974
- فيلم (الأبطال يولدون مرتين) إخراج صلاح دهني عام 1977.
- فيلم (الشمس في يوم غائم) إخراج محمد شاهين عام 1985
- فيلم (صعود المطر) للمخرج عبد اللطيف عبد الحميد عام 1995.
- فيلم (الترحال) إخراج ريمون بطرس عام 1996.
- فيلم (حراس الصمت) إخراج سمير ذكرى عام 2010.

من إنتاج القطاع الخاص
- فيلم (لعبة الشيطان) إخراج زهير شوا عام 1966
- فيلم (حبيبتي) إخراج هنري بركات عام 1974
- فيلم (غراميات خاصة) إخراج فيصل الياسري 1974
- فيلم (الخاطئون) إخراج سيف الدين شوكت عام 1975
- فيلم (عشاق على الطريق) إخراج فيصل الياسري عام 1977
- فيلم (لا تقولي وداعا للأمس) إخراج محمد شاهين عام 1977
- فيلم (عائد إلى حيفا) إخراج قاسم حول عام 1979
- فيلم (اتفضلوا ممنوع الدخول) إخراج أسامة ملكاني عام 1984
- فيلم (عاشقة تحت العشرين) إخراج وديع يوسف عام 1986
- فيلم (النهر) إخراج كريستين دبغي عام 1993.
- فيلم صهيل الجهات عام 1993
- فيلم حسيبة عام 2008

### إخراج
أما الأعمال التي قام بإخراجها فهي الفيلمان الروائيان الطويلان:
- فيلم (أموت وأحبك مرتين) عام 1976.
- فيلم (الصحفية الحسناء) عام 1977.

وعدد من الأفلام القصيرة أبرزها:
- فيلم (مؤتمر القمة) عام 1971
- فيلم (لؤلؤة على المتوسط) عام 1995.

## أعماله التلفزيونية
أما في مجال التصوير التلفزيوني فقد أنجز عدداً من المسلسلات التلفزيونية من أبرزها: 
- (شجرة النارنج) إخراج سليم صبري 1985
- (الخريف) إخراج باسل الخطيب 1994
- (القلاع) إخراج مأمون البني 1997
- (الجمل) إخراج خلدون المالح 1999
- (القادم الغريب)  مدير التصوير، إخراج خالد الطخيم 2004
- (الظاهر بيبرس) مدير التصوير، إخراج محمد عزيزية 2005
- (على طول الأيام) إخراج حاتم علي 2006
- (أرواح عارية) 2012
- (كليوباترا) مدير التصوير 2010
- (الانتظار) مدير التصوير 2006

## جوائز وتكريم
حصل على عدد من الجوائز العربية والدولية وبراءة تقدير من نقابة الفنانين في سورية لجهوده في التقنية السينمائية.

## وفاته
أعُلِنَ في دمشق بتاريخ 9-8-2012 عن وفاة جورج لطفي الخوري عن عمرٍ يناهز الثالثة والسبعين عاماً، بعد معاناة من غيبوبة دامت لأربعين يوماً.

## وصلات خارجية
- بوسطة رحيل شيخ الكار
- في ذكرى أربعينه... «جورج لطفي الخوري» مكرماً بأعماله